# Shorea ochrophloia
Shorea ochrophloia är en tvåhjärtbladig växtart som beskrevs av Strugnell och Desch. Shorea ochrophloia ingår i släktet Shorea och familjen Dipterocarpaceae. Inga underarter finns listade i Catalogue of Life.